# 施韦因富特县
施韦因富特县（Landkreis Schweinfurt）是德国巴伐利亚州的一个县，隶属于下弗兰肯行政区，首府施韦因富特。

## 華語譯名
由於兩岸對於德國行政區「Landkreis」翻譯的不同，台灣稱為「什文福郡」；中國大陸稱為「施韦因富特县」。

## 地理
施韦因富特县位于巴伐利亚州下弗兰肯行政区的中部，北面与巴特基辛根县和伦-格拉布费尔德县，东面与哈斯山县和班贝格县，南面与基青根县和维尔茨堡县，西面与美因-施佩萨特县相邻，非县辖城市施韦因富特市被完全包围在施韦因富特县内。
施韦因富特县东南部是施泰格林山自然公园，东北部是哈斯山，美因河由东向西流经该县。